# Aloe semiglabrata
Aloe semiglabrata é uma espécie de liliopsida do gênero Aloe, pertencente à família Asphodelaceae.